# Xã Gorham, Quận Fulton, Ohio
Xã Gorham (tiếng Anh: Gorham Township) là một xã thuộc quận Fulton, tiểu bang Ohio, Hoa Kỳ. Năm 2010, dân số của xã này là 2.260 người.